# Signe Sohlman
Signe Sohlman, född 20 september 1854 i Hovförsamlingen, Stockholm, död 5 februari 1878 i Ösmo församling, Stockholms län, var en svensk målare, tecknare och textilkonstnär.
Hon var dotter till redaktören och publicisten Per August Ferdinand Sohlman och Hulda Maria Sandberg samt syster till Nanna Bendixson och faster till Astrid Sohlman-Nyblom. Sohlman växte upp i ett hem där hon redan i ungdomsåren omgavs med konstnärliga och litterära intressen. Hon studerade vid Konstakademien i Stockholm 1872–1875 och blev där kamrat med bland annat Carl Larsson och Ernst Josephson.  
Hon sågs som en begåvad konstnär, både i egenskap av målare och som textilkonstnär när hon tvingades avbryta sina studier 1875 på grund av lungtuberkulos och hon vistades några år som konvalescent på olika inrättningar. Tillsammans med August Malmström illustrerade hon Zacharias Topelius bok Läsning för barn. Som textilkonstnär skapade hon mönster för Handarbetets vänner och för Almedahls linnefabriker skapade hon ett mönster i fornnordisk stil som var kvar i produktion fram till slutet av 1960-talet. Sohlman är representerad vid Nationalmuseum med teckningen Skolgossens sommarminne och med textil vid Länsmuseet Gävleborg, Nordiska museet, Upplandsmuseet och Järnvägsmuseet.